# Far Gone and Out
Far Gone and Out è un singolo del gruppo musicale britannico The Jesus and Mary Chain, pubblicato il 2 marzo 1992 come secondo estratto dall'album Honey's Dead.
Raggiunse il n° 23 della classifica britannica e il n° 88 di quella australiana nel maggio 1992.

## Tracce
Testi e musiche di W. e J. Reid.

### 7"
Lato A
1. Far Gone and Out - 2:49

Lato B
1. Why'd You Want Me? - 3:13

### 12"
Lato A
1. Far Gone and Out - 2:48

Lato B
1. Sometimes - 2:50
2. Why'd You Want Me? - 3:12

### 12" + box e cartolina illustrata (ed. limitata)
Lato A
1. Far Gone and Out - 2:48
2. Reverence (Al Jourgensen Remix) - 6:09

Lato B
1. Sometimes - 2:50
2. Why'd You Want Me? - 3:12

### CD
1. Far Gone and Out - 2:49
2. Why'd You Want Me? - 3:13
3. Sometimes - 2:52